# Heinrich von Treitschke
Heinrich Gotthardt von Treitschke (ur. 15 września 1834 w Dreźnie, zm. 28 kwietnia 1896 w Berlinie) – niemiecki historyk, publicysta polityczny i w latach 1871–1884 członek Reichstagu, najpierw jako narodowo-liberalny delegat, a od 1878 roku bezpartyjny. Apologeta Prus, Bismarcka i dynastii Hohenzollernów.
Był jednym z najbardziej znanych i poczytnych historyków i publicystów w Niemczech w swoim okresie; wywarł ogromny wpływ na szerokie kręgi niemieckiej inteligencji. W 1879 roku opublikowaną rozprawą wywołał spór antysemicki. Esej ten zawierał m.in. zdanie »Żydzi są naszym nieszczęściem« (niem. Die Juden sind unser Unglück), które później stało się mottem nazistowskiego czasopisma „Der Stürmer”.
Treitschke hołdował też idei nie ma kultury bez służących (na czym zapewne wzorowano pomysł Ligi Pangermańskiej wprowadzenia w Niemczech helotyzmu). Był przeciwnikiem ograniczenia zbrojeń i pokojowego rozstrzygania sporów międzynarodowych.